# Késmárki-csúcs
A Késmárki-csúcs a Tátra keleti oldalszárnyát képező Lomnici csoportnak utolsó orma. Hatalmas tömegével, falainak, gerinceinek és szakadékainak gazdag tagozottságával méltó versenytársa a szomszédos Lomnici-csúcsnak. A Késmárki-csúcsnak két meglehetős önállósággal bíró orma van: a d. 2556 m magas főorom a tulajdonképpeni Késmárki-csúcs és egy gerinccsorba által elválasztott 2524 m magas é. mellékorom, a Wéber-csúcs. A Késmárki-csúcsot a tőle DNy-ra fekvő Lomnici-csúccsal a Villa-gerinc köti össze; az e gerincben hozzá legközelebb eső Keleti-Villa-csúcstól a Késmárki-Villa-horhos választja el. DK-ről hozzá a Hunfalvi-csúcs támaszkodik, amelytől a Hunfalvi-csorba választja el, míg tőle ÉK-re, a Morgás-hágó által elválasztva, a jóval alacsonyabb Nagy-Morgás fekszik. Tövében fekszenek, D-re a Kő-pataki-tó katlana, K-re a Hunfalvi-gödör, míg É-ra közel 1000 méternyire rendkívül meredeken törik le a Zöld-tó katlanába, honnan páratlanul szép látványt nyújt sima sziklafalaival. Hegymászó szempontból legérdekesebb a csúcs 550 m magas d. fala, ahol számos nagyon nehéz út található. 
Kilátása – minthogy a Tátra Ny. része felé a Lomnici-csúcs eltakarja – a Zöld-tó hegykoszorújára és a Bélai-Tátra mészkőhegyeire szorítkozik, de ezekre igen szép. A Késmárki csúcs első ismert megmászója: E. Wołoszczak 1858. VIII. 9-én.
Ma a Késmárki-csúcs első megmászójának a Tátra-kutatók Frölich Dávidot (1595-1648) tartják, aki 1615-ben megmászott egy névtelen csúcsot. A csúcs megmászását a Bártfán 1639-ben kiadott Medulla geographiae practicae című művében írta le, de azt is közölte, hogy már előtte is voltak e csúcson. Ez egyben a Tátra első ismert csúcsmászása. Frölich után a Késmárki-csúcs következő ismert meghódítója a Simplicissimus álnév alatt rejtőzködő boroszlói Speer Dániel (1636-1707), aki útját az Ungarischer oder Dacianischer Simplicissimus (Magyar avagy erdélyi Simplicissimus) című művében írta le. Már a mű teljes címe is gyönyörű: MAGYAR AVAGY ERDÉLYI SIMPLICISSIMUS amely ábrázolja az ő csodálatos élete folyását, különös kalandjait és utazásait.
Benne foglaltatik a hajdan virágzó, de gyakorta felforgatott MAGYARORSZÁGNAK nemkülönben a magyar nemzet erkölcseinek, életmódjának, szokásainak, valamint háború viselésének igaz leírása
Kiadta fent említett Erdélyi Simplicissimus Nyomtatott az MDCLXXXIII. évben.
A csúcs megnevezését ő sem tartotta fontosnak, de a leírás alapján könnyen rekonstruálható, hogy a Késmárki-csúcson járt. Mint 18 éves diák bejárta a Felvidéket. Öt iskolatársával és egy vezetővel három nap alatt meglátogatta a Kárpátok legmagasabb bérceit. A csúcs tehát már a XVI. és XVII. században "gyakran" látogatott csúcsok közé tartozott, de ez később feledésbe merült, és az újabb időkben az első ismert megmászója egy lengyel botanikus—Eustach Wołoszczak.
A csúcs nevének tulajdonjogi eredete van, mivel az egykori késmárki határ területén fekszik. Magának Késmárk nevének eredetére számos hipotézis létezik. Bonfini szerint valahol Késmárk környékén esett el a hunok vezére, Keve, ebből lett Kevesmark. Valójában Keve az osztrák Zeischnauer város közelében esett el.
Genersich Keresztély késmárki történész szerint (1804) az 1269-ben kiadott váltságlevélben mint Kaszmark vagy Kesmark van említve. A gót kasen, illetve az angol coozen és a felsőnémet kosen annyit jelent, mint elbűvölni. A mark hegyi erdőt vagy hegyi legelőt jelent. Ezek szerint a Késmárk név bűvös erdőt vagy bűvös hegyi legelőt takar, ami a régi gótok életében igen fontos szerepet játszott.
Kachelmann János szerint a Quadsmarkban kell keresni a név eredetét, mivel itt volt a Kvád birodalom északi határa, és Tacitus szerint a kvádok a Kárpátok és Duna között éltek időszámításunk kezdetén.
Lám Frigyes abból indult ki, hogy a Szepességet II. Géza (1141-1162) alatt kolonizálták a szászok, és ezért a Gézas-Mark nevet tartja eredetinek. 
Grósz Alfréd szerint (1942) a Kes, Kees kifejezés a város nevének gyöke, így nevezik Tirolban a gleccsert. Tehát a város neve fordításban: jégárak vidéke. A várost azonban nem tiroliak, hanem szászok lakták, erre utal IV. Béla oklevele 1251-ből, melyben Villa saxonica, azaz szászok falva szerepel. Nem beszélve arról, hogy a XIII. században már több ezer éve nem voltak jégárak a Tátrában.
A város nevét egyes korokban célzatosan megváltoztatták. 1528-ban a város I. Ferdinánd pártjára állt Szapolyai Jánossal szemben; a császári udvar egy kis szójátekkal Kaisermark, Caesaroforum, Caesaropolis, vagyis császárvásárra, illetve császárvárosra változtatta a császárhű Késmárk nevét.
Az 1329-ben keltezett latin nyelvű oklevelek forum Caseorum-nak, Caseoforum-nak vagy Caseopolisnak nevezik Késmárkot, a későbbi német nyelvű oklevelek pedig Käsmark név alatt emlegetik. Ezek az elnevezések sajtpiacot jelentenek. Ha tekintetbe vesszük, hogy Késmárknak valóban régi sajtkészítő hagyománya van, ez a feltevés tűnik a legelfogadhatóbbnak. 
Frölich Dávid, aki 1615-ben megmászott egy meg nem nevezett csúcsot, valamint Simplicissimus, aki 1654-ben járt valamelyik csúcson (talán mindketten a Késmárki-csúcson), megemlítik a Tátra legmagasabbnak vélt ormát, a Lomnici-csúcsot, melyet Vater-nek (apának), illetve Grossvater-nek (nagyapának) neveznek, ugyanakkor említik a Mutter-t (anya), illetve Grossmutter-t (nagyanya) is, ami valószínűleg a Késmárki-csúcs. Ezeket a neveket azonban a XVIII. században már nem használták.

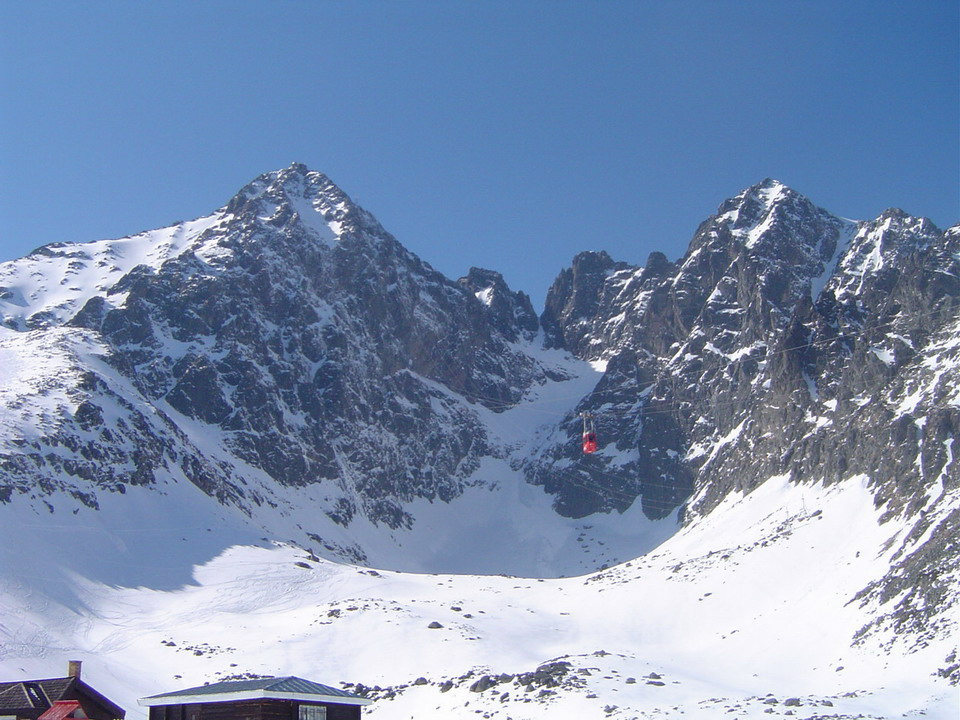
A Lomnici-csúcs (balra) és a Késmárki-csúcs (jobbra)

Ifj. Buchholtz György panorámáján (1717) a Késmárki-csúcs a Hunnisfalvense Cacumen (Hunfalvi-taraj) nevet viseli. Id. Buchholtz György művében (1719) a csúcs előző nevének német változata (Hunnsdorfer Sp.) mellett a Kesmarker Sp., azaz Késmárki-csúcs is előfordul. Buchholtz Jakab pedig a Kaisermärker Thürme (Késmárki-torony) nevet használja, ellentétben a höchste Kaisermärker Spitze (legmagasabb Késmárki-csúcs) névvel, ami alatt a Lomnici-csúcsot értette. 
Már id. Buchholtz György felhívta a figyelmet arra, hogy meg kell oldani a szomszédos csúcsok elnevezésének problémáját, és ő maga a később általánosan elfogadott Késmárki-csúcs nevet ajánlotta. A Késmárki- és a szomszédos Hunfalvi-csúcs kölcsönös felcseréléséhez tulajdonképpen egy birtokjogi viszály vezetett. Hunfalva község lakosai a Késmárki-csúcsot Hunfalvinak nevezték, mivel az ő határukban volt, de Késmárk is igényt tartott rá, ezért városa szerint nevezte. A XIX. század elején Genersich Keresztély (1807) és Göran Wahlenberg (1814) rendet csináltak a irodalmi névhasználatban, majd a térképeken is egyértelművé váltak az elnevezések, a lakosok körében azonban tovább élt a nevek kölcsönös felcserélése, amit még súlyosbított a községhatárok 1863-beli kitűzése, mely szerint a déli lejtők Hunfalvához, az északiak pedig Késmárkhoz kerültek. 
Albrecht von Sydow (1830) a Késmárki- és Lomnici-csúcsot egybevéve nevezi Gabel-nek, azaz Villának.
A zavart még növelte Tátraalja és Szepesbéla német lakossága, akik Grünseespitzének (Zöld-tavi-csúcsnak) nevezték a tulajdonképpen kétormú csúcsot (Késmárki- és Wéber-csúcs). A határok kitűzése után a Késmárki-csúcsnál átvették ennek nevét, míg a Wéber-csúcsot továbbra is Zöld-tavi-csúcsnak hívták, annak ellenére, hogy ez a név hivatalosan egy másik csúcsé volt. 
Közvetlenül az I. világháború előtt (1913) az MKE Katona-csúcsra akarta átnevezni a Késmárki-csúcsot, eredmény nélkül.